# Sergi García
Sergi García Calvo (Palma di Maiorca, 17 febbraio 1997) è un cestista spagnolo.

## Palmarès
- Campionato spagnolo: 1

Saski Baskonia: 2019-20
- Liga catalana: 1

Andorra: 2020
- Eurocup: 1

Valencia: 2018-19